# Симоновка (Смоленский район)
Симоновка — деревня в Смоленском районе Смоленской области России. Входит в состав Вязгинского сельского поселения. Население — 2 жителя (2007 год). 
Расположена в западной части области в 34 км к северу от Смоленска, в 28 км севернее автодороги М1 «Беларусь», на берегу реки Ополенка. В 35 км южнее деревни расположена железнодорожная станция Красный Бор на линии Москва — Минск. 

## История
В годы Великой Отечественной войны деревня была оккупирована гитлеровскими войсками в июле 1941 года, освобождена в сентябре 1943 года. 